# La comtesse perverse
La comtesse perverse è un film del 1974, diretto da Jess Franco.

## Trama
Il conte e la contessa Zaroff vivono su un'isola deserta. Sono una coppia dedita al cannibalismo e alla caccia umana. Per procurarsi il cibo, seducono chiunque passi nella loro proprietà. Un giorno, Sara e alcuni suoi amici si recano sul posto, ignari del pericolo che incombe.

## Produzione
Il film è ambientato interamente in Spagna, sull'isola di Calpe.
La dimora dei Zaroff è stata realizzata dall'architetto Ricardo Bofill.
La trama della pellicola di Franco è ispirata, in parte, a La partita più pericolosa.

## Distribuzione
Uscito nelle sale europee tra il 1974 e il 1975, l'opera fu, in seguito, edita in home video.
A causa dei suoi contenuti espliciti, il lungometraggio fu vietato ai minori di 18 anni.

## Versioni alternative
Esiste una versione softcore dalla durata di 73 minuti. La comtesse perverse fu anche realizzato per il mercato pornografico, dove, tra l'altro, compare la stessa Romay in alcune scene hard.